# Carl Wilhelm Böttiger
Lars Fredric Carl Wilhelm Böttiger, född 15 maj 1807 i Västerås, död 22 december 1878 i Uppsala
, var en svensk litteraturhistoriker, lingvist, poet och professor i estetik vid Uppsala universitet. Han var ledamot av Svenska Akademien 1847–1878, på stol nr 8. 

## Biografi
Böttiger föddes i Västerås, där fadern Carl Fredrik Böttiger var apotekare. Han gick i skola i hemstaden, blev student vid Uppsala universitet 1825 och filosofie magister 1833. År 1834 blev han docent i praktisk filosofi och företog därefter 1835–1836 en resa till Tyskland, Österrike, Italien och Frankrike. Åren 1839–1840 uppehöll han sig i Berlin. Böttiger blev 1839 extra ordinarie adjunkt i tyska och italienska litteraturen, 1845 extra ordinarie professor i nyeuropeisk lingvistik och modern litteratur samt 1858 professor i nyeuropeisk lingvistik och modern litteratur. Han erhöll 1867 avsked på grund av en ögonsjukdom.
Som författare debuterade Böttiger 1830 med Ungdomsminnen från sångens stunder, ett exempel på typisk romantisk efterklangspoesi. Han var länge en uppmärksammad patriotisk festdiktare, och gjorde genom sina tryckta sonetter en viktig litterär insats. Sonettsamlingen betydde mycket för den unge Carl Snoilsky. Sin största insats gjorde Böttiger dock som universitetslärare och litteraturforskare. Genom sin undervisning och sina skrifter grundlade han det vetenskapliga studiet av moderna språk vid Uppsala universitet. Själv intresserade han sig främst för italienska och ägnade Dante ett livslångt studium. Han efterlämnade bland annat skrifterna Italienska studier (1853), Om Dantes lif och skrifter (1865) och Dantes Commedia divina (1875). 
Inom svensk litteraturhistoria utgav han en levnadsteckning över sin svärfar Esaias Tegnér. Den ingick i den 1847-1851 utgivna upplagan av hans Samlade skrifter. Böttiger skrev även sitt inträdestal i Svenska akademien över Tegnér - detta eftersom svärfadern också varit hans företrädare på stol nr. 8. I Svenska akademiens handlingar införde han även levnadsteckningar över en rad kända svenska författare, som Samuel Ödmann (1868), Johan Henrik Kellgren (1870), Erik Johan Stagnelius (1872), Nils von Rosenstein (1877), samt en artikel om Auroraförbundet i Uppsala (1874). 
I Böttigers Samlade skrifter, utgivna i 6 band (1856–1881) ingick postumt hans Ungdomsminnen, som av Harald Elovson har betraktats som en av memoarlitteraturens främsta verk. Karl Warburg skriver i Svensk litteraturhistoria i sammandrag (1904) att Böttiger som poet är att räkna som en av nyromantikens epigoner.
Böttiger var gift med Disa Tegnér och därmed måg till Esaias Tegnér. Han var även bror till Gustaf Böttiger och farbror till John Böttiger. Genom sin syster Emilia var han svåger till matematikern Emanuel Björling.

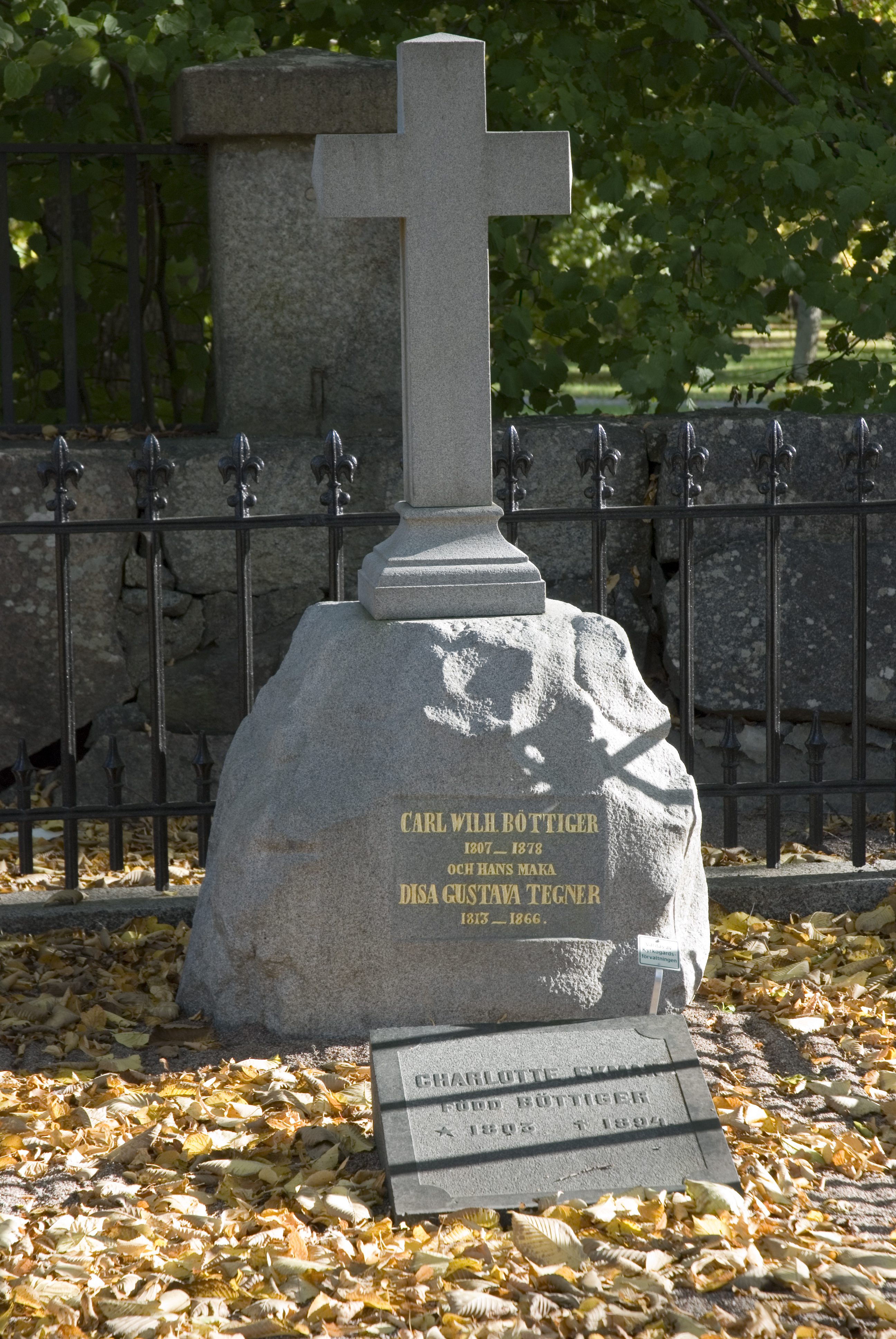
Carl Wilhelm Böttiger och makan Disas gravsten på Uppsala gamla kyrkogård.

Hans grav återfinns på Uppsala gamla kyrkogård.

### Samlade verk och urval
- Valda stycken utur akademie-adjunkten Carl Wilh. Böttigers numera ur bokhandeln utgångne skrifter tillika med några af P.N. Rodin, filos. magister. Halmstad. 1843. Libris 9160664
- Samlade skrifter. 1856–1881. Libris 54635. https://runeberg.org/bcwsaml/
  -  Bd 1. Stockholm: Samson & Wallin (i komm.). 1856. Libris 54636. https://runeberg.org/bcwsaml/1/
  -  Bd 2. Stockholm: Samson & Wallin (i komm.). 1857. Libris 54637. https://runeberg.org/bcwsaml/2/
  -  Bd 4. Örebro: Bohlin. 1869. Libris 54639. https://runeberg.org/bcwsaml/3/
  -  Bd 4. Örebro: Bohlin. 1869. Libris 54639. https://runeberg.org/bcwsaml/4/
  -  Bd 5, Minnesteckningar. Stockholm: Beijer. 1874. Libris 54640. https://runeberg.org/bcwsaml/5/
  -  Bd 6. Stockholm: Beijer. 1881. Libris 54641. https://runeberg.org/bcwsaml/6/
- Valda dikter. Stockholm. 1881. Libris 1596103
- Valda dikter. Stockholm: Beijer. 1895. Libris 11590952. https://runeberg.org/dikterbot/

### Enskilda dikter och psalmer
- Fram en suck sig smyger psalmsång nr 389 i Svenska Missionsförbundets sångbok 1920.
- Hjältar, som bedjen Finns på Wikisource.
- O hur härligt majsol ler Finns på Wikisource.
- Ur stormarna ser jag en avlägsen hamn översatte C. M. Youngquists engelska text till sång nr 313 i Svenska Missionsförbundets sångbok 1920.

### Översättningar
- Adolf Wilhelm Schack von Staffeldt: Camoens död: en dramatisk dikt (Wahlström & Låstbom, 1841)
- Torquato Tasso: Befriade Jerusalem (Upsala, 1842-[1851])
- Dante Alighieri: Stycken ur Dantes Divina Commedia (Wahlström & Låstbom, 1845-[1853])

## Priser och utmärkelser
- 1867 – Letterstedtska priset för översättningar av Dante och Tasso